# 苏里南军事
本條目記敘蘇利南之軍事組織與簡史，2007年時其總員約2,200人。

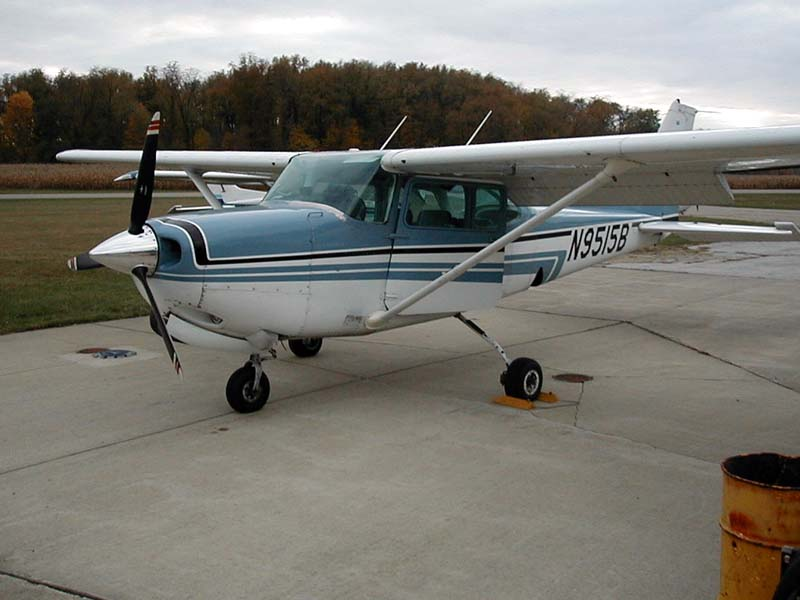
賽斯納172飛機作為巡邏

## 历史
自成為荷蘭殖民地後蘇利南的國防工作便由荷蘭皇家陸軍負責，而荷屬安的列斯則為荷蘭皇家海軍防衛。蘇利南自身組織的蘇利南部隊（Troepenmacht in Suriname），在1975年獨立後改編為蘇利南軍隊（Surinaamse Krijgsmacht，SKM）。1980年2月25日16名軍官為首發動政變推翻政府，國防軍其後改編為國軍（Nationaal Leger，NL）。
1991年結束軍政後，荷蘭重新開展軍事援助工作。近年來美國亦協助訓練蘇利南軍官和政府官僚了解文人統制下的軍隊角色，而自1990年代後半開始中華人民共和國也如巴西般提供本國軍備與後勤補給的援助。

## 組織
蘇利南軍由國防部長統領，以國軍和少數警察構成。

### 陸軍
- 一個步兵營（33ste Bataljon der Infanterie，1987年設立。）
- 一支特種部隊。
- 一支後勤支援部隊（Staf verzorgings Bataljon）

### 空軍
約擁有兩百人左右的小規模空軍。
現役飛機
- CASA C-212-400 Aviocar - 1999年起服役
- Britten-Norman BN-2B Defender - 1982年起服役
- Cessna 182 Skylane - 1993年起服役
- Cessna TU206 Turbo-Stationair - 1982年起服役
- 皮拉圖斯 PC-7 - 1985年起服役
- 北極星直升機

退役飛機
- 法國宇航雲雀III型直升機 - 兩架，1986年至1999年使用。
- 西斯納 310 - 一架，1993年至1997年使用。
- 麥道MD500 - 一架，1982年短暫使用。

### 海軍
擁有240人左右的海軍，於巴拉馬利波擁有軍事基地。
艦艇
- 河川哨戒艇5艘
- PCI 3艘

## 歷任總司令
1. Yngwe Elstak 1975年11月25日 - 1980年2月25日
2. Desi Bouterse 1980年2月25日 - 1992年12月3日
3. Iwan Graanoogst 1992年12月3日 - 1993年5月15日
4. Arthy Gorré 1993年5月15日 - 1995年6月30日
5. Glenn Sedney 1995年6月30日 - 2001年7月1日
6. Ernst Mercuur 2001年7月1日 –

## 裝備

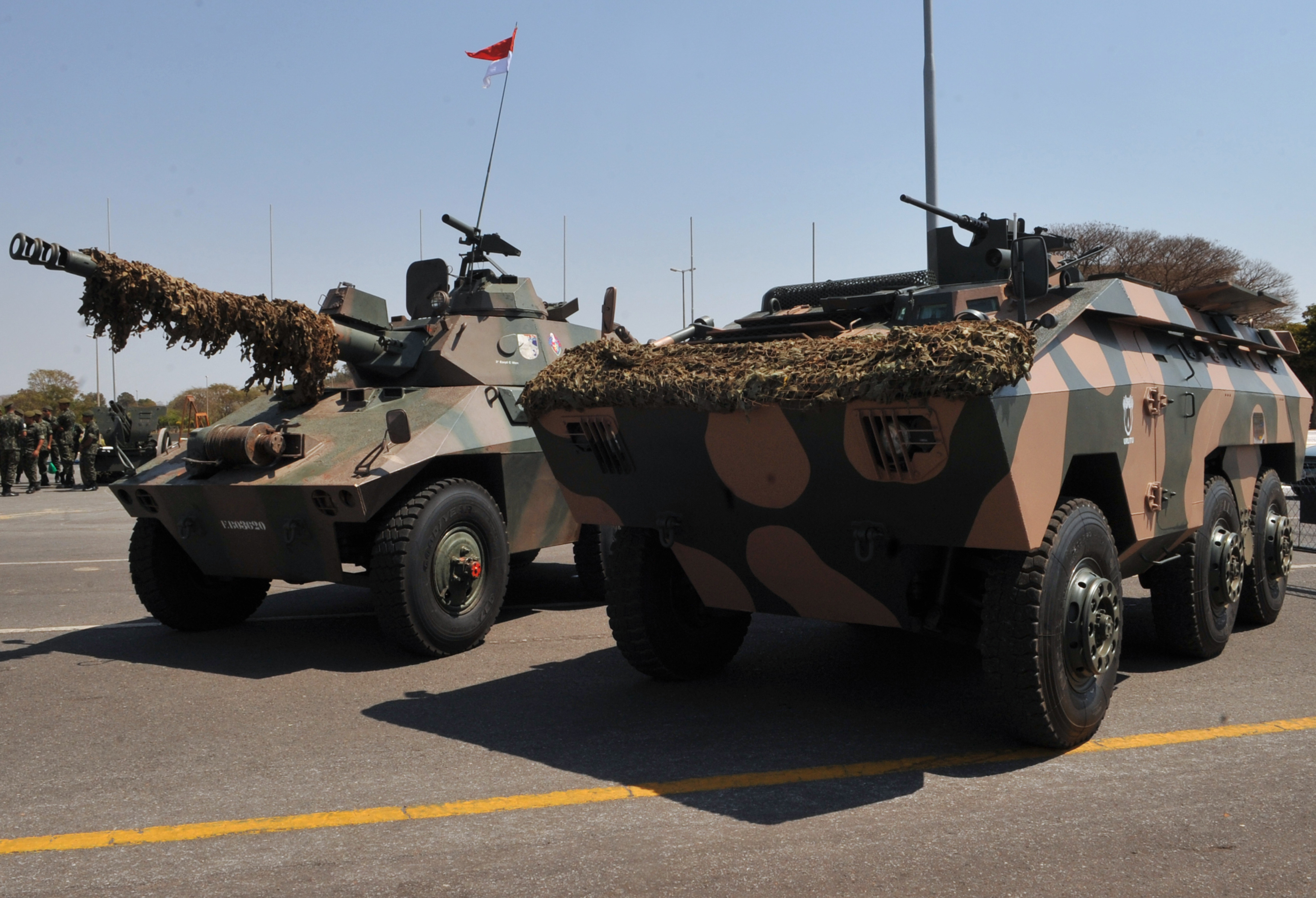
EE-11裝甲車

車輛
- DAF YP-408
- 恩傑薩EE-9 Cascavel
- 恩傑薩EE-11 Urutu

輕兵器
- FN P90衝鋒槍
- FN FAL自動步槍
- FN MAG通用機槍
- 烏茲衝鋒槍
- AKM突擊步槍
- FN Minimi輕機槍
- RPG-7
- M16突擊步槍
- M4卡賓槍
- SVD狙擊步槍

火砲
- 81mm迫撃砲
- M40 106mm無後座力炮